# Luise Klein
Luise Klein (* 15. Januar 1999 in Tangerhütte) ist eine deutsche Volleyballspielerin.

## Karriere
Klein war bei ihrem Heimatverein Germania Tangerhütte zunächst im Turnen und in der Leichtathletik aktiv. Als sie mit dem Team des Diesterweg-Gymnasiums Tangermünde an dem Wettbewerb Jugend trainiert für Olympia teilnahm, wurde sie für Volleyball entdeckt. Sie spielte von 2014 bis 2016 mit dem Nachwuchsteam VC Olympia Schwerin in der Zweiten Liga Nord. 2016 wurde die Zuspielerin vom Bundesligisten Köpenicker SC verpflichtet. In der Saison 2016/17 schied sie mit dem Verein als Tabellenneunter in den Pre-Playoffs der Bundesliga aus. Danach ging Klein zum VC Olympia Berlin, mit dem sie ebenfalls in der Bundesliga spielt. Ab 2018 spielt Klein für den Zweitligisten Volleyball Team Hamburg. 